# VSZK–94
A VSZK–94 (GRAU-kódja: 6V8) egy 9 mm-es hangtompított mesterlövészpuska, melyet az orosz KBP tervezőirodában fejlesztettek ki a VSZSZ mesterlövészpuska olcsóbb alternatívájaként. A fegyver a 9A–91 gépkarabélyon alapul. A VSZK–94 puskát arra tervezték, hogy 400 méterig képes legyen páncélozatlan célpontok pontos leküzdésére.
A VSZK–94 megőrizte a 9A–91 gázelvezetéses működési elvét és forgózáras reteszelését. A fegyver préselt acél tokkal, polimer tusával, melybe beleintegrálták a pisztolymarkolatot, és szintetikus előággyal készül. a VSZK–94 négyszeres nagyítású PSZO–1 optikai irányzékkal és szabványos felpattintható nyílt irányzékkal van felszerelve.
A menetes csövet úgy tervezték, hogy használni lehessen hozzá egy, a típusra kifejlesztett hangtompítót.
A fegyver a 9×39 mm-es lőszert tüzeli, melyből az összes típus használható, beleértve a PAB–9 páncéltörő lövedéket és a szabványos SZP–5 és SZP–6 puskalőszereket, melyeket 20 töltényes szekrénytárakban tárolnak.
A VSZK–94 mesterlövészpuskát néhány oroszországi rendvédelmi szerv alkalmazza.

## Fordítás
- Ez a szócikk részben vagy egészben  a   VSK-94 című angol Wikipédia-szócikk ezen változatának fordításán alapul.  Az eredeti cikk szerkesztőit annak laptörténete sorolja fel. Ez a jelzés csupán a megfogalmazás eredetét és a szerzői jogokat jelzi, nem szolgál a cikkben szereplő információk forrásmegjelöléseként.